# Hamad Kalkaba Malboum

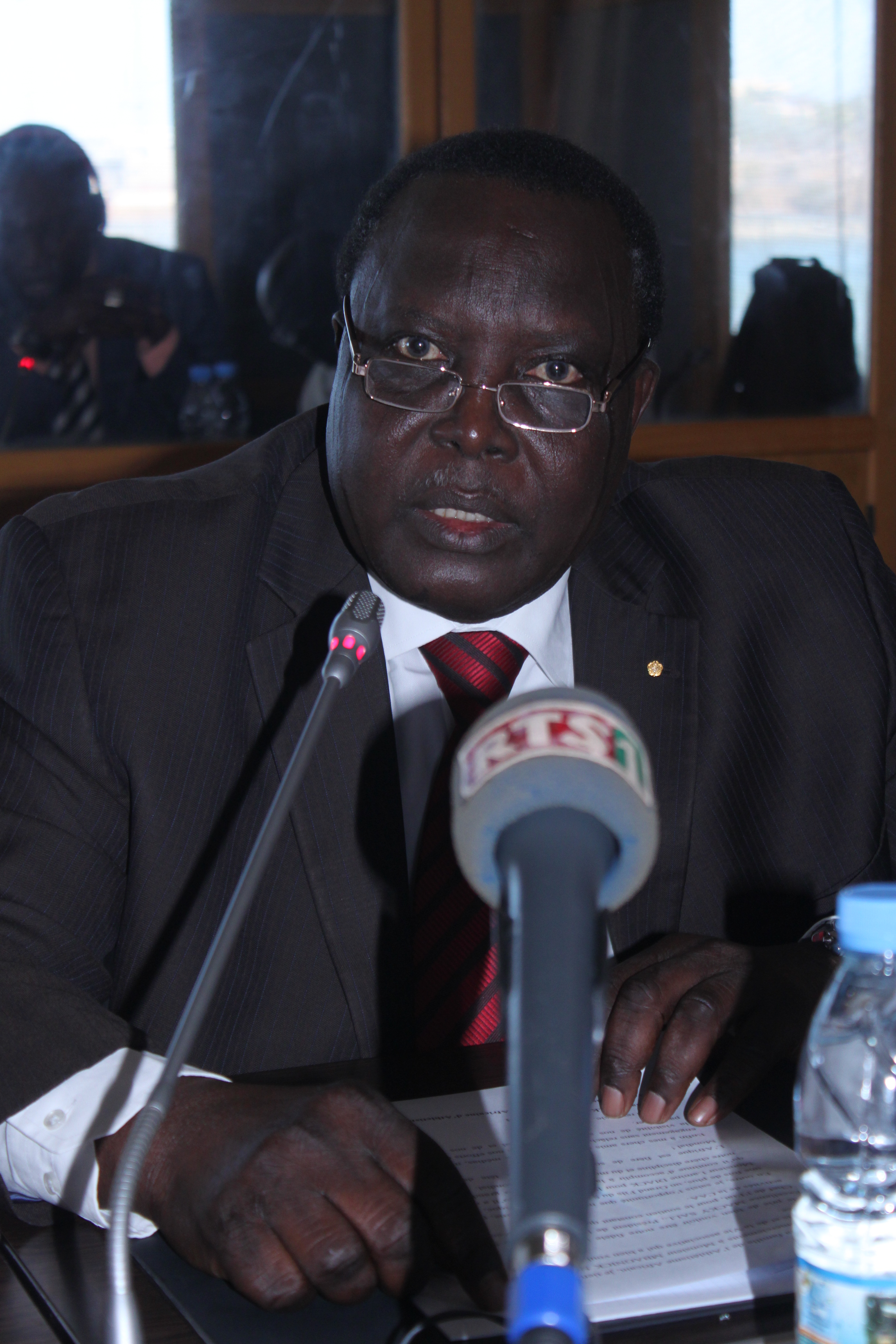
Hamad Kalkaba Malboum (2014)

Hamad Kalkaba Malboum (* 11. November 1950 in Kawadji) ist ein kamerunischer Sportfunktionär und seit 2003 Präsident des Afrikanischen Leichtathletikverbandes.

## Biografie
Hamad Kalkaba Malboum wurde in Kawadji nahe der Großstadt Kousséri im Norden des Landes geboren und ging dort auch zur Schule. Anschließend lebte er für vier Jahre in Maroua, ehe er in Garoua zur High School ging. 1969 wurde er zum Militär einberufen und schloss drei Jahre später die Militärschule in Yaoundé ab. Von 1972 bis 1973 besuchte er die Polizeischule und von 1987 bis 1988 und von 1994 bis 1995 die Offiziersschule (War College). Neben seiner Ausbildung war er in den 1970er Jahren selbst als Leichtathlet als Sprinter und Weitspringer aktiv und betrieb nebenbei Handball. Zudem veröffentlichte er auch einige Lieder. Nach Beendigung seiner aktiven Zeit beim Militär bekleidete er das Amt als Senior Officer und war zwischen 1998 und 2010 als Berater des kamerunischen Verteidigungsministeriums tätig.
Neben Französisch und Englisch spricht Kalkaba auch Arabisch.

## Sportliche Funktionen
Über seine Tätigkeiten bei den Kamerunischen Streitkräften war Kalkaba Malboum von 1976 bis 1978 kamerunischer Delegierter beim Conseil International du Sport Militaire (CISM) und wurde 1979 zum Leiter der kamerunischen Delegation. Diese Funktion übte er bis 2003 aus. Ab 1992 wurde er Teil des Board of Directors und 1996 wurde er zum Vizepräsidenten gewählt und bekleidete von 2010 bis 2014 das Amt des Präsidenten. Zudem war er zwischen 1996 und 2010 auch Präsident der Organisation of Military Sport in Africa (OSMA).
1992 gründete er die Cameroon Baseball & Softball Federation und ist dort Ehrenpräsident. 1993 wurde er Präsident der Fédération camerounaise d’athlétisme und bekleidete dieses Amt bis in das Jahr 2001. Von 2002 bis 2005 war er Teil der Entwicklungskommission der Association of National Olympic Committees of Africa (ANOCA) und seit 2007 ist er Teil des IAAF-Councils, dort als Sprecher für den afrikanischen Kontinent verantwortlich und seit mehreren Jahren auch Vizepräsident. Seit 2001 ist er Präsident des Comité National Olympique et Sportif du Cameroun und seit 2003 auch Präsident der Confédération Africaine d’Athlétisme. Er löste damit den langjährigen Präsidenten Lamine Diack aus dem Senegal ab, der zum Präsidenten der Leichtathletik-Weltverbandes gewählt wurde. Seit 2009 bekleidet er das Amt des Vizepräsidenten der Islamic Solidarity Sports Federation und ist seit 2009 Teil der Sport und Umwelt-Kommission des Internationalen Olympischen Komitees. Neben dieser Funktion ist er seit 2011 auch im Vorstand der Olympic Truce Foundation.
2017 warb Kalkaba Malboum bei dem Präsidenten des Leichtathletikweltverbandes (IAAF), Sebastian Coe, um die Ausrichtung der Leichtathletik-Weltmeisterschaften 2025, die dann erstmals auf dem afrikanischen Kontinent auszutragen wären, wobei er Algerien, Ägypten, Kenia, Marokko, Nigeria und Südafrika für wirtschaftlich stark genug hielt, ein solches Sportereignis zu organisieren. Große Hoffnungen setzt Malboum insbesondere in Kenia, das mit seiner Hauptstadt Nairobi die Jugendweltmeisterschaften 2017 erfolgreich veranstaltet hatte.